# Grand Prix San Marina 1991
Grand Prix San Marina 1991 (XI Gran Premio Warsteiner di San Marino), 3. závod 42. ročníku mistrovství světa jezdců Formule 1 a 33. ročníku poháru konstruktérů, historicky již 503. grand prix, se již tradičně odehrála na okruhu Autodromo Enzo e Dino Ferrari.

## Výsledky

### Předkvalifikace
| Pořadí | Číslo | Jezdec             | Konstruktér             | Čas      |
| ------ | ----- | ------------------ | ----------------------- | -------- |
| 1      | 33    | Andrea de Cesaris  | Jordan-Ford             | 1:25.535 |
| 2      | 22    | Jyrki Järvilehto   | Dallara-Judd            | 1:25.923 |
| 3      | 32    | Bertrand Gachot    | Jordan-Ford             | 1:25.980 |
| 4      | 35    | Eric van de Poele  | Modena Team-Lamborghini | 1:26.117 |
| 5      | 21    | Emanuele Pirro     | Dallara-Judd            | 1:26.305 |
| 6      | 14    | Olivier Grouillard | Fondmetal-Ford          | 1:26.789 |
| 7      | 34    | Nicola Larini      | Modena Team-Lamborghini | 1:26.886 |
| 8      | 31    | Pedro Chaves       | Coloni-Ford             | 1:31.239 |

### Kvalifikace
| Pořadí | Číslo | Jezdec            | Konstruktér             | Čas      | Odstup |
| ------ | ----- | ----------------- | ----------------------- | -------- | ------ |
| 1      | 1     | Ayrton Senna      | McLaren-Honda           | 1:21.877 | —      |
| 2      | 6     | Riccardo Patrese  | Williams-Renault        | 1:21.957 | +0.080 |
| 3      | 27    | Alain Prost       | Ferrari                 | 1:22.195 | +0.318 |
| 4      | 5     | Nigel Mansell     | Williams-Renault        | 1:22.366 | +0.489 |
| 5      | 2     | Gerhard Berger    | McLaren-Honda           | 1:22.567 | +0.690 |
| 6      | 4     | Stefano Modena    | Tyrrell-Honda           | 1:23.511 | +1.634 |
| 7      | 28    | Jean Alesi        | Ferrari                 | 1:23.945 | +2.068 |
| 8      | 24    | Gianni Morbidelli | Minardi-Ferrari         | 1:24.762 | +2.885 |
| 9      | 23    | Pierluigi Martini | Minardi-Ferrari         | 1:24.807 | +2.930 |
| 10     | 3     | Satoru Nakadžima  | Tyrrell-Honda           | 1:25.345 | +3.468 |
| 11     | 33    | Andrea de Cesaris | Jordan-Ford             | 1:25.491 | +3.614 |
| 12     | 32    | Bertrand Gachot   | Jordan-Ford             | 1:25.531 | +3.654 |
| 13     | 19    | Roberto Moreno    | Benetton-Ford           | 1:25.655 | +3.778 |
| 14     | 20    | Nelson Piquet     | Benetton-Ford           | 1:25.809 | +3.932 |
| 15     | 15    | Maurício Gugelmin | Leyton House-Ilmor      | 1:25.841 | +3.964 |
| 16     | 22    | Jyrki Järvilehto  | Dallara-Judd            | 1:25.974 | +4.097 |
| 17     | 29    | Éric Bernard      | Larrousse-Ford          | 1:25.983 | +4.106 |
| 18     | 7     | Martin Brundle    | Brabham-Yamaha          | 1:26.055 | +4.178 |
| 19     | 26    | Érik Comas        | Ligier-Lamborghini      | 1:26.207 | +4.330 |
| 20     | 30    | Aguri Suzuki      | Larrousse-Ford          | 1:26.356 | +4.479 |
| 21     | 35    | Eric van de Poele | Modena Team-Lamborghini | 1:26.550 | +4.673 |
| 22     | 18    | Ivan Capelli      | Leyton House-Ilmor      | 1:26.602 | +4.725 |
| 23     | 8     | Mark Blundell     | Brabham-Yamaha          | 1:26.778 | +4.901 |
| 24     | 25    | Thierry Boutsen   | Ligier-Lamborghini      | 1:26.998 | +5.121 |
| 25     | 11    | Mika Häkkinen     | Lotus-Judd              | 1:27.324 | +5.447 |
| 26     | 12    | Julian Bailey     | Lotus-Judd              | 1:27.976 | +6.099 |
| DNQ    | 17    | Gabriele Tarquini | AGS-Ford                | 1:28.175 | +6.298 |
| DNQ    | 18    | Fabrizio Barbazza | AGS-Ford                | 1:29.665 | +7.788 |
| DNQ    | 10    | Alex Caffi        | Footwork-Porsche        | 1:30.280 | +8.403 |
| DNQ    | 9     | Michele Alboreto  | Footwork-Porsche        | 1:30.762 | +8.885 |

### Závod
| Pořadí | Číslo | Jezdec             | Konstruktér             | Kola | Čas/odstoupení | Start | Body |
| ------ | ----- | ------------------ | ----------------------- | ---- | -------------- | ----- | ---- |
| 1      | 1     | Ayrton Senna       | McLaren-Honda           | 61   | 1:35:14.750    | 1     | 10   |
| 2      | 2     | Gerhard Berger     | McLaren-Honda           | 61   | + 1.675        | 5     | 6    |
| 3      | 22    | Jyrki Järvilehto   | Dallara-Judd            | 60   | + 1 kolo       | 16    | 4    |
| 4      | 23    | Pierluigi Martini  | Minardi-Ferrari         | 59   | + 2 kola       | 9     | 3    |
| 5      | 11    | Mika Häkkinen      | Lotus-Judd              | 58   | + 3 kola       | 25    | 2    |
| 6      | 12    | Julian Bailey      | Lotus-Judd              | 58   | + 3 kola       | 26    | 1    |
| 7      | 25    | Thierry Boutsen    | Ligier-Lamborghini      | 58   | + 3 kola       | 24    |      |
| 8      | 8     | Mark Blundell      | Brabham-Yamaha          | 58   | + 3 kola       | 23    |      |
| 9      | 35    | Eric van de Poele  | Modena Team-Lamborghini | 57   | Únik paliva    | 21    |      |
| 10     | 26    | Érik Comas         | Ligier-Lamborghini      | 57   | + 4 kola       | 19    |      |
| 11     | 7     | Martin Brundle     | Brabham-Yamaha          | 57   | + 4 kola       | 18    |      |
| 12     | 15    | Maurício Gugelmin  | Leyton House-Ilmor      | 55   | Motor          | 15    |      |
| 13     | 19    | Roberto Moreno     | Benetton-Ford           | 54   | Motor          | 13    |      |
| Ret    | 4     | Stefano Modena     | Tyrrell-Honda           | 41   | Převody        | 6     |      |
| Ret    | 33    | Andrea de Cesaris  | Jordan-Ford             | 37   | Převodovka     | 11    |      |
| Ret    | 32    | Bertrand Gachot    | Jordan-Ford             | 37   | Zavěšení       | 13    |      |
| Ret    | 16    | Ivan Capelli       | Leyton House-Ilmor      | 24   | Vyjetí z tratě | 22    |      |
| Ret    | 29    | Éric Bernard       | Larrousse-Ford          | 17   | Motor          | 17    |      |
| Ret    | 6     | Riccardo Patrese   | Williams-Renault        | 17   | Elektronika    | 2     |      |
| Ret    | 3     | Satoru Nakadžima   | Tyrrell-Honda           | 15   | Převodovka     | 10    |      |
| Ret    | 24    | Gianni Morbidelli  | Minardi-Ferrari         | 10   | Převodovka     | 8     |      |
| Ret    | 28    | Jean Alesi         | Ferrari                 | 2    | Vyjetí z tratě | 7     |      |
| Ret    | 30    | Aguri Suzuki       | Larrousse-Ford          | 2    | Vyjetí z tratě | 20    |      |
| Ret    | 20    | Nelson Piquet      | Benetton-Ford           | 1    | Vyjetí z tratě | 14    |      |
| Ret    | 5     | Nigel Mansell      | Williams-Renault        | 0    | Kolize         | 4     |      |
| DNS    | 27    | Alain Prost        | Ferrari                 | 0    | Vyjetí z tratě | 3     |      |
| DNQ    | 17    | Gabriele Tarquini  | AGS-Ford                |      |                |       |      |
| DNQ    | 18    | Fabrizio Barbazza  | AGS-Ford                |      |                |       |      |
| DNQ    | 10    | Alex Caffi         | Footwork-Porsche        |      |                |       |      |
| DNQ    | 9     | Michele Alboreto   | Footwork-Porsche        |      |                |       |      |
| DNPQ   | 21    | Emanuele Pirro     | Dallara-Judd            |      |                |       |      |
| DNPQ   | 14    | Olivier Grouillard | Fondmetal-Ford          |      |                |       |      |
| DNPQ   | 34    | Nicola Larini      | Modena Team-Lamborghini |      |                |       |      |
| DNPQ   | 31    | Pedro Chaves       | Coloni-Ford             |      |                |       |      |

## Průběžné pořadí šampionátu
Pohár jezdců
| Pořadí | Jezdec           | Body |
| ------ | ---------------- | ---- |
| 1      | Ayrton Senna     | 30   |
| 2      | Gerhard Berger   | 10   |
| 3      | Alain Prost      | 9    |
| 4      | Riccardo Patrese | 6    |
| 5      | Nelson Piquet    | 6    |

Pohár konstruktérů
| Pořadí | Konstruktér      | Body |
| ------ | ---------------- | ---- |
| 1      | McLaren-Honda    | 40   |
| 2      | Ferrari          | 10   |
| 3      | Williams-Renault | 6    |
| 4      | Benetton-Ford    | 6    |
| 5      | Tyrrell-Honda    | 5    |